# Per Gannevik
Per Anders Samuel Gannevik, född 9 april 1931 i Jönköping, död 12 april 2011 i Oscars församling i Stockholm, var en svensk affärsman och konstsamlare. 

## Biografi
Per Gannevik växte upp i Jönköping, där hans föräldrar var lärare. Han studerade ekonomi och blev en framgångsrik affärsman, som under stor del av sitt liv vistades i Spanien och Asien. Hans konstintresse visade sig bland annat i att han byggde upp en stor samling svensk konst från tidigt 1900-tal. Samlingen innehåller verk av bland andra Vera Nilsson, Isaac Grünewald, Sigrid Hjertén, Otte Sköld och Hilding Linnqvist.  År 2003 skänkte Gannevik sin konstsamling till Jönköpings läns konstförening med permanent placering på Jönköpings läns museum. Per Gannevik är gravsatt i minneslunden på Skogskyrkogården i Stockholm.

## Donationer
Per Gannevik donerade 2003 sin konstsamling till Jönköpings läns konstförening och testamenterade sin förmögenhet på cirka 70 miljoner kronor till Kungliga Operan, Stockholms dramatiska högskola och Konstnärsnämnden.
I enlighet med Per Ganneviks testamente har hans förmögenhet donerats till tre kulturinstitutioner - Kungliga Operan, Stockholms dramatiska högskola och Konstnärsnämnden. Operan och högskolan har donerats fem miljoner vardera och Konstnärsnämnden 60 miljoner till Per Ganneviks stipendium.

## Per Ganneviks stiftelse för kulturella ändamål
De 60 miljoner som testamenterats till Konstnärsnämnden förvaltas av den år 2012 inrättade stiftelsen Per Ganneviks stiftelse för kulturella ändamål. Stiftelsen administreras av Konstnärsnämnden och har samma styrelse som nämnden. Stiftelsen delar varje år ut fem stipendier om vardera 500 000 kronor till konstnärer inom respektive bild och form, musik, teater, dans och film.